# Lito Sheppard
Lito Decorian Sheppard (* 8. April 1981 in Jacksonville, Florida) ist ein ehemaliger US-amerikanischer American-Football-Spieler auf der Position des Cornerbacks. Er spielte zuletzt für die  Minnesota Vikings in der National Football League (NFL).

## College
Lito Sheppard spielte College Football an der University of Florida. Während seiner Zeit dort war er zweimal All-American, startete 22 Spiele in drei Saisons, erzielte acht Interceptions und 87 Tackles. Er trug 27 Kickoffs für 472 Yards (22,5 Yards pro Return) zurück.

## NFL

### Philadelphia Eagles
In der NFL Draft 2002 wurde Sheppard in der ersten Runde als 26. Spieler von den Philadelphia Eagles ausgewählt. 2004 hatte Lito Sheppard fünf Interceptions, inklusive zwei, die er zu Touchdowns zurücktrug. Er wurde zum Defensive Player of the Month für den Monat November gewählt, nachdem er zwei Interceptions zu Touchdowns zurücktrug. Sheppard wurde das erste Mal 2004 in den Pro Bowl gewählt.
2005 war die erste von drei verletzungsreichen Saisons für Sheppard. Er verpasste sechs Spiele und beendete die Saisons mit drei Interceptions. 
Am 8. Oktober 2006 wurde Sheppard der erste Spieler in der Geschichte der NFL der zwei Interceptions für mehr als 100 Yards zurücktrug. Beide Interceptions erzielte er gegen den Divisionsrivalen Dallas Cowboys. 
Während des Wild Card Games der Eagles gegen die New York Giants am 7. Januar verletzte sich Lito Sheppard an der Schulter. Er verpasste das nächste Play-off-spiel gegen die New Orleans Saints, welches die Eagles mit 27-24 verloren.
In der Saison 2007 verletzte sich Sheppard gegen die Green Bay Packers und hatte erneut eine Saison mit vielen Verletzungen. Er beendete die Saison mit nur zwei Interceptions.
In der Offseason konnten die Philadelphia Eagles den ehemaligen New England Patriots Cornerback Asante Samuel verpflichten. Dies heizte Spekulationen an, dass Sheppard nun über einen Trade verfügbar sei.
Während der 2008er Saison wurde Sheppard aufgrund der guten Resultate der beiden Starting Cornerbacks Asante Samuel und Sheldon Brown seltener eingesetzt.

### New York Jets
Sheppard wurde am 27. Februar 2009 zu den New York Jets getauscht. Die Eagles erhielten dafür den Fünftrundenpick der New York Jets der NFL Draft 2009 und einen Conditional Pick in der Draft 2010. Er wurde überraschend nach nur einem Jahr, am 4. März 2010, wieder entlassen.

### Minnesota Vikings
Ende 2010 unterschrieb Sheppard für ein Jahr bei den Minnesota Vikings. Der Vertrag beläuft sich auf rund zwei Millionen US-Dollar.

## Privat
Sheppard ist der Cousin des Wide Receivers Jabar Gaffney, der während der Preseason 2006 für die Eagles spielte.
Er wird auch „Cowboy Killer“ genannt, da er sehr viele Interceptions gegen die Dallas Cowboys machte. Diese trug er häufig zu Touchdowns zurück. In elf Spielen gegen die Cowboys erzielte Sheppard acht Interceptions.